# 니콜라이 보골류보프
니콜라이 니콜라예비치 보골류보프(러시아어: Никола́й Никола́евич Боголю́бов, 우크라이나어: Мико́ла Микола́йович Боголю́бов 미콜라 미콜라요비치 보홀류보우[*], 1909년 8월 21일 – 1992년 2월 13일)는 우크라이나계 소비에트 연방의 수학자이자 이론물리학자이다. 양자장론과 통계역학, 동역학계에 큰 공헌을 하였다. 1992년 디랙 메달을 수상하였다.

## 학력
- 1923년~1925년: 키예프 대학교 수학과
- 1925년~1928년: 우크라이나 과학아카데미 수학과 (박사)
- 1928년~1930년: 우크라이나 과학아카데미 수학과 (원사)

## 생애

### 유년기와 키예프 시기 (1909–1941)
니콜라이 니콜라예비치 보골류보프는 1909년 9월 3일 (율리우스력 8월 21일) 당시 러시아 제국의 니즈니노브고로드에서 러시아 정교회의 사제이었던 아버지 니콜라이 미하일로비치 보골류보프(Никола́й Миха́йлович Боголю́бов)와 음악 교사였던 어머니 올가 니콜라예브나 보골류보바(О́льга Никола́евна Боголю́бова)에게서 태어났다. 보골류보프 가족은 1919년 오늘날 우크라이나 폴타바주에 있는 작은 마을인 벨리카 크루차(우크라이나어: Велика Круча, 러시아어: Великая Круча)로 이사하였고, 거기서 어린 보골류보프는 수학과 물리학을 공부하였다. 1921년에는 키예프로 이사하였으나, 아버지 니콜라이가 1923년까지 사제로서 일자리를 잡지 못하여 궁핍하게 살아야 했다.
아직 어린 나이의 보골류보프는 키예프 대학교에서 연구 세미나에 참석하기 시작하였으며, 곧 당시 유명한 수학자인 니콜라이 미트로파노비치 크릴로프(러시아어: Николай Митрофанович Крылов) 아래서 연구 활동을 시작하였다. 1924년, 15세 때 최초의 논문을 미분방정식에 대하여 집필하였고, 1925년 16세의 나이로 우크라이나 과학 아카데미의 박사 과정에 입학하였다. 1928년 19세 때 변분법에 대한 박사 학위 논문으로 졸업하였고, 1930년에 박사후 학위인 독토르 나우크(доктор наук)를 이수하였다.
이 동안 보골류보프는 변분법 미분방정식, 동역학계 등에 대하여 연구하였고, 젊은 나이에 이미 유명세를 떨치게 되었다. 특히, 1931년부터 보골류보프와 크릴로프는 비선형 역학과 비선형 진동계에 대하여 연구하였고, 비선형 역학의 선구자로 꼽힌다.

### 피난과 모스크바 시기 (1941–1956)
1941년 6월 22일에 독일은 바르바로사 작전을 통하여 소비에트 연방을 공격하였다. 이 때문에 소비에트 연방 서부에 있는 대학교 및 연구소에 있는 학자들은 모두 전선(戰線)에서 멀리 떨어진 동부로 대피하였다. 보골류보프는 우파로 피난하였고, 여기서 1941년 7월 ~ 1943년 8월동안 머물렀다.
1943년 가을에 모스크바로 떠나, 그 해 11월 1일 모스크바 대학교 이론물리학부에 임용되었다. 1943년~1946년 동안에는 주로 확률 과정을 연구하였다.
1947년에는 스테클로프 수학 연구소(Steklov Mathematical Institute)의 이론물리학부장으로 취직하였다. 1940년 말과 1950년대에는 초유체와 초전도체에 대하여 연구하였다. 1960년대에는 강입자의 쿼크 모형에 대하여 연구하였으며, 색전하에 대한 최초의 논문 가운데 하나를 1965년 집필하였다.
1946년에 이미 보골류보프는 소비에트 연방 과학 아카데미의 부회원(corresponding member)으로 선출되었고, 1953년 정회원으로 선출되었다.

### 두브나 시기 및 말년 (1956–1992)
1956년에 두브나 핵물리 공동연구소(Объединённый институт ядерных исследований, 약자 ОИЯИ, 영어: Joint Institute for Nuclear Research, 약자 JINR)로 이전하였고, 1966년~1988년에는 연구소장을 맡았다. 1992년 2월 13일 모스크바에서 사망하였다.
아들 니콜라이 니콜라예비치 보골류보프 (2세)도 이론물리학자이다.

## 같이 보기
- 헬름홀츠 자유 에너지
- 보골류보프 변환
- 골드스톤 보손

## 참고 문헌
1. ↑  “Библиологический словарь: Боголюбов” (러시아어). 2002. 2013년 7월 28일에 원본 문서에서 보존된 문서. 2013년 1월 23일에 확인함.
2. ↑  Bogolyubov, A. N. (2009). “N. N. Bogolyubov K 100-letiyu so dnya rozhdeniya” (러시아어). Joint Institute for Nuclear Research.

- Mitropol'skiĭ, Yu. A.; Tyablikov, S. V. (1959). “Nikolaĭ Nikolaevich Bogolyubov (on the occasion of his fiftieth birthday)”. 《Soviet Physics Uspekhi》 (영어) 2 (5): 765–770. doi:10.1070/PU1959v002n05ABEH003172.
- Зубарев, Д.Н.; Медведев, Б.В.; Митропольский, Ю.А.; Поливанов, М.К. (1969년 8월). “Николай Николаевич Боголюбов (К шестидесятилетию со дня рождения)”. 《Успехи физических наук》 (러시아어) 98 (8): 741–744.
  - 번역 Zubarev, D. N.; Medvedev, Yu. A. Mitropol'skiĭ, M. K. Polivanov, B. V. (1970). “Nikolaĭ Nikolaevich Bogolyubov (On his 60th birthday)”. 《Soviet Physics Uspekhi》 (영어) 12 (4): 590–593. doi:10.1070/PU1970v012n04ABEH003911.
- Vasily S. Vladimirov et al. (1969). "Nikolai Nikolaevich Bogolyubov (on the occasion of his sixtieth birthday)", Russian Math. Surveys, 24(4): 167—175.
- Viktor Amazaspovich Ambartsumyan et al. (1979). "Nikolai Nikolaevich Bogolyubov (on his seventieth birthday)", Soviet Physics Uspekhi, 22(8): 672—676.
- Pavel S. Alexandrov et al. (1979). "Nikolai Nikolaevich Bogolyubov (on his seventieth birthday)", Russian Math. Surveys, 34(5): 1—10.
- A. A. Logunov, Sergei P. Novikov, V. S. Vladimirov (1989). "Nikolai Nikolaevich Bogolyubov (on his 80th birthday)", Russian Math. Surveys, 44(5): 1—10.
- Alexei Alexeyevich Abrikosov et al. (1989). "Nikolai Nikolaevich Bogolyubov (on his eightieth birthday)", Soviet Physics Uspekhi, 32(12): 1111—1112.
- Ludvig D. Faddeev et al. (1992). "Nikolai Nikolaevich Bogolyubov (obituary)". Russian Math. Surveys 47(3): 1—3 (in English).
- Dmitri V. Anosov (1994). "On the contribution of N.N. Bogolyubov to the theory of dynamical systems", Russian Math. Surveys, 49(5): 1—18.
- Nikolay Nikolayevich Boglyubov (Jr), D. P. Sankovich (1994). "N. N. Bogolyubov and statistical mechanics". Russian Math. Surveys 49(5): 19—49.
- V. S. Vladimirov, V. V. Zharinov, A. G. Sergeev (1994). "Bogolyubov's “edge of the wedge” theorem, its development and applications", Russian Math. Surveys, 49(5): 51—65.
- O. I. Zav'yalov (1994). "Bogolyubov's R-operation and the Bogolyubov-Parasyuk theorem", Russian Math. Surveys, 49(5): 67—76.
- B. M. Levitan (1994). "On the work of Nikolai Nikolaevich Bogolyubov in the theory of almost periodic functions", Russian Math. Surveys, 49(5): 77—88.
- B. V. Medvedev (1994). "N.N. Bogolyubov and the scattering matrix", Russian Math. Surveys, 49(5): 89—108.
- A. M. Samoilenko (1994). "N.N. Bogolyubov and non-linear mechanics", Russian Math. Surveys, 49(5): 109—154.
- Dmitry V. Shirkov (1994). "The Bogoliubov renormalization group". Russian Math. Surveys 49(5): 155—176.
- Завьялов, О. И.; Малокостов, А. М. (1999). “В. А. Фок и Н. Н. Боголюбов и их роль в становлении современной квантовой теории поля”. 《Теоретическая и Математическая Физика》 (러시아어) 120 (3): 380–393. doi:10.4213/tmf785. ISSN 0564-6162. MR 1737337.
  - 영역 Zavialov, O. I.; Malokostov, A. M. (1999년 9월). “V. A. Fock and N. N. Bogoliubov and their role in establishing modern quantum field theory”. 《Theoretical and Mathematical Physics》 (영어) 120 (3): 1133–1144. doi:10.1007/BF02557238. ISSN 0040-5779. Zbl 0971.81056.
- Vasily S. Vladimirov (2001). "N. N. Bogoliubov and mathematics". Russian Math. Surveys 56(3): 607—613.